# Glavnjača
Glavnjača je bio poznati zatvor u središtu Beograda izgrađen na dva kata u drugoj polovici 19. stoljeća, na mjestu današnjega Prirodno-matematičkoga fakulteta.

## Povijest
Postoje različita mišljenja kada je zgrada izgrađena, 1856. ili 1857., 1863./1864. ili oko 1865. godine. Prvobitni nazivi zgrade bili su Uprava varoši i kasnije Uprava grada Beograda a poslije se ustalio naziv "Glavnjača". Tijekom svoga skoro stogodišnjega postojanja Glavnjača je bila u uporabi, i bila zatvorom, mjestom policijskoga istražiteljstva, te simbolom represije u svakom od pet veoma različitih političkih režima: obrenovićevskom (do 1903. godine), karađorđevićevskom (1903. – 1918.), jugoslavenskom kraljevskom (1918. – 1941.), njemačkom okupacijskom (1941. – 1944.) i komunističkom (od 1944. do 1953. godine).
Između dva svjetska rata u njemu je bila Uprava policije Grada Beograda a svoja suđenja političkim okrivljenicima (poglavito komunistima, sindikalcima i hrvatskim domoljubima) u njemu je održavao specijalni Sud za zaštitu države. Po osnovi političke krivnje samo u prvih deset godina postojanja prve Jugoslavije (Kraljevina SHS) izrečene su 24 političke smrtne osude, počinjeno je 600 političkih umorstava, obavljeno 30.000 političkih uhićenja a bilo je 3.000 političkih emigranata i bezbrojna masa političkih izgona. Glavnjača je bila poznata kao organizirana mašinerija za mučenje i priznanja "krivnje".
Postojale su i specijalne prostorije, zvane dimnjak, gdje su zatvorenike palili vatrom i na živo pekli.
Za Drugoga svjetskog rata zatvor je koristila Specijalna policija vlade Milana Nedića. U njegovoj neposrednoj blizini su u ožujku 1942. godine komunistički ilegalci ubili agente Specijalne policije Đorđa Kosmajca i Obrada Zalada. Nakon 1945. godine nove su vlasti također koristile Glavnjaču za istraživanje svojih političkih protivnika. Uhićeni hrvatski revolucionar Andrija Hebrang navodno je 1949. godine u Glavnjači izvršio samoubojstvo. Posljednji zatvorenik Glavnjače bio je general Ljubodrag Đurić, ranije šef kabineta Josipa Broza Tita, koji je 1952. godine na 6. kongresu KPJ u Zagrebu imao verbalni ispad i u Glavnjači je proveo 42 dana. Glavnjača je nakon toga srušena (najvjerojatnije 1953. ili početkom 1954. godine).

## O Glavnjači
Odvjetnik i publicist Rajko Jovanović je, 1928. godine, u Zagrebu, u izdanju Cesarčevog tjednika Zaštita čovjeka, objavio studiju o Glavnjači kao metafori jugoslavenske i velikosprske politike tijekom prve Jugoslavije pod naslovom Glavnjača kao sistem. Predgovor za tu knjigu napisao je Miroslav Krleža u kojem veli:
»Pred našim očima ubijaju se politički uhapšenici i nestaju netragom iz zatvora; tuberkulozni ljudi zatvaraju se u betonske samice pune vode, vlasti se groze Dunavom, ljudi se dave, biju batinama, vrećama punim pijeska, žilama, kundacima i bokserima, ljudi se vežu naglavce i zatvaraju u dimnjak, po četiri čovjeka žive na prostoru od jednog kvadratnog metra, i sve to traje već punih deset godina, a da se do današnjeg dana nije još našao nitko da napiše sistematski prikaz ovog našeg rasnog, vidovdanskog, clairvoyantnog paklenog misterija.«

Po Rajku Jovanoviću:
»(...) samo 1921. godine je kroz beogradsku Glavnjaču prošlo »oko 15.000 radnika«, a u prvih šest mjeseci 1928. godine u cijeloj Kraljevini je uhićeno 1.477 političkih krivaca. Jovanović je naveo primjere pojedinih tehnika zlostavljanja i mučenja koje su već bile postale opća mjesta, toposi Glavnjače. Tu spadaju: razne vrste batinanja, uključujući po tabanima (»falaka«); zatvaranje uhićenih u betonske ćelije polivene vodom i u dimnjake; seksualno zlostavljanje pritvorenica i maloljetnika i druge strahote.«
U povijesti Glavnjače viši i niži policijski službenici, mučitelji koji su se isticali surovošću i sadizmom i bili na najgorem glasu su: Dragomir-Dragi Jovanović (šef opće, zapravo političke, policije od 1936. do 1938. godine), Milan Aćimović (nakon dugogodišnjeg službovanja u policiji bio je i ministar unutrašnjih poslova u Stojadinovićevoj vladi), Svetozar Vujković (služio je u Beogradu od 1924. do 1940. godine, postavljen za šefa odsjeka u političkoj policiji 1934. godine), Božidar Bećarević (došao na Vujkovićevo mjesto 1940. godine) i Đorđe Kosmajac (Vujkovićev pomoćnik).

Posebno teška mučenja i zlostavljanja u Glavnjači bila su za optuženike koje su Udbini istražitelji (Mile Milatović, Mato Radulović i David Laušević) u "slučaju Hebrang" povezali s Andrijom Hebrangom tijekom istrage ↓1 (1948. – 1952.) kada je osumnjičen za održavanje tajnih dodira sa sovjetskim veleposlanstvom, odnosno da je staljinist, da je surađivao s ustašama i Gestapom u zarobljeništvu te "sabotirao" gospodarsku politiku FNRJ. Mnogi nisu izdržali pa su tijekom istrage umrli ili bili ubijeni. ↓2 Olga Hebrang (u Glavnjači je provela 3 godine i 3 mjeseca) ostavila je jedno od svjedočenja o tadašnjim mučenjima:
»Batinali su me na sve moguće načine. Činila su to obično dvojica istražitelja, vjerojatno specijalizirana za to. Bili su to Mate Radulović i Laušević, imena mu se ne sjećam, a glavni šef bio je Milorad Mile Milatović. (...) Posebno su bili izvježbani u batinanju na ražnju. Kroz zavezane ruke i noge progurali bi jedan kolac, oba kraja kolca postavili bi na povišenu podlogu tako da tijelo visi na zavezanim zglobovima. Tad počinje batinanje po svim dijelovima tijela tako da se od muka i vjerojatno od samoobrane tijelo vrti oko tog ražnja. (...) Jedan od "specijaliteta" Glavnjače bio je takozvani "ormar". U dubokom podrumu Glavnjače nalazila se četvrtasta rupa u zidu, plitka tek toliko da može čovjek stati, ali stiješnjen zidom i zatvoren vratima na kojima je bio samo mali otvor za nos. Visina otvora bila je predviđena samo za muškarce pa sam ja bila malo preniska da bih mogla udisati zrak kroz tu rupu. Gubila sam svijest ali se nisam mogla srušiti jer je prostor bio tako uzak da su me vrata i zid prosto držali.«

## Poznate osobe zatvorene/ubijene u Glavnjači
- Otokar Keršovani,[9] hrvatski novinar, publicist i političar, (1928.)
- Ivan Milutinović, crnogorski političar i vojskovođa, (1928.)[10]
- Spasenija Babović, srpska revolucionarka i društveno-politička radnica (1928.)
- Bracan Bracanović,[11] crnogorski revolucionar i političar, (1929.)
- Vladko Maček, hrvatski pravnik i političar (1933.)[12]
- Vukica Mitrović, crnogorska revolucionarka, (1935.)[13]
- Ivan Prpić, hrv. časnik u Austrougarskoj vojsci, general Kr. Jugoslavije i Domobranstva u NDH, (1945.)[14]
- Andrija Hebrang, hrvatski revolucionar, političar i državnik, (dva puta, 1929. i 1948. – 1949.[15])
- Ilija Jakovljević, hrvatski književnik, odvjetnik i novinar, (1948.)[16]
- Vladimir Frajtić, hrvatski politički osuđenik, (1948. – 1952.)[17]
- Sreten Žujović,[18] srpski političar, (1948. – 1950.)